# Kim Jin-Kyu
Kim Jin-Kyu, född 16 februari 1985 i Yeongdeok, är en sydkoreansk före detta fotbollsspelare.